# Girella elevata
Girella elevata és una espècie de peix pertanyent a la família dels kifòsids.

## Descripció
Pot arribar a fer 62 cm de llargària màxima. Té 14-16 espines i 11-12 radis tous a l'aleta dorsal i 3 espines i 11-12 radis tous a l'anal.

## Hàbitat
És un peix marí, bentopelàgic i de clima subtropical (25°S-44°S, 145°E-180°E) que viu entre 0-25 m de fondària.

## Distribució geogràfica
Es troba al Pacífic sud-occidental: Austràlia

## Observacions
És inofensiu per als humans i una espècie molt apreciada pels pescadors de canya al sud de Queensland i Nova Gal·les del Sud.